# Victor Lopes
Victor Lopes (* 10. September 1964 in Lissabon) ist ein ehemaliger deutsch-portugiesischer Fußballspieler.
Er war Amateurspieler beim VfB Stuttgart und bestritt in der Saison 1984/85 zwei Bundesligaspiele für dessen Lizenzspielermannschaft. Später spielte er für den SSV Ulm 1846, SC Fortuna Köln und den 1. FSV Mainz 05 in der 2. Bundesliga. Insgesamt kam er auf 179 Zweitligaspiele, in denen er zwölf Tore erzielte.
Lopes war ab 1997 für den Bezirksligisten SpVgg Hadamar aktiv und begann 1999 eine Trainerausbildung. Er engagierte sich anschließend in der Fußballförderung in Limburg. Nach seiner aktiven Karriere spielt Lopes für die Traditionsmannschaft des VfB Stuttgart.